# Erste Trachtenserie
Die Erste Trachtenserie ist eine Dauermarkenserie von Österreich, die von 1934 bis 1938 erschienen ist und bis 30. September 1938 frankaturgültig war. Jede Marke zeigt eine österreichische Volkstracht und im Hintergrund teilweise eine Landschaft oder ein Bauwerk. Nicht zu verwechseln ist diese Ausgabe mit der Zweiten Trachtenserie, die 1948 erschien.

## Entwurf und Druck
Die Briefmarken wurden von Georg Jung entworfen und in der Österreichischen Staatsdruckerei hergestellt. Bei den Ausgaben der kleineren Werte wurde Buchdruck und bei den Werten zu 3 S und 5 S wurde Stichtiefdruck verwendet. Die Marken wurden in Bögen zu 100 Stück gedruckt und für die Trennung gezähnt.

## Zähnung
- Werte von 1 Gr. bis 35 Gr.: Kammzähnung K 12
- Werte von 40 Gr. bis 2 S: Kammzähnung K 12,5
- Werte von 3 S bis 5 S: Linienzähnung L 12

## Besonderheiten
In älteren Michel-Katalogen wurde auch die von Wilhelm Dachauer entworfene Katalog-Nummer 588 (Wert zu 10 Schilling mit Porträt des Bundeskanzlers Engelbert Dollfuß) zu dieser Serie gezählt. Diese Marke war nur bis zum 15. März 1938, dem Anschluss Österreichs an das Deutsche Reich, frankaturgültig.
Am 11. November 1935 gab es eine Wohltätigkeitsausgabe wegen der Winterhilfe in geänderten Farben und mit Aufdruck des Zuschlagswertes.

## Marktwert
Da diese Serie relativ lange im Gebrauch war, ist das Angebot hoch. In postfrischem Zustand sind die Werte mit hohen Nominalwerten natürlich am wertvollsten. Aufgrund der nur sehr geringen Laufzeit von weniger als acht Monaten ist der Wert zu 2 Schilling in der Farbe Graugrün am teuersten. Am häufigsten sind die Werte mit 12 Groschen und 24 Groschen anzutreffen.
Die Dauermarkenserie ist zusammen in den billigsten Sorten bei Onlineauktionen gestempelt oder postfrisch um jeweils rund 100 EUR zu haben.
Aufgrund der großen Typenvielfalt bei den Farben, Papierarten und Plattenfehlern ist diese Serie bei den Philatelisten sehr beliebt.

## Liste der Ausgaben
| Werte in Schilling | Motiv                                                              | Farbe       | Ausgabedatum  | Auflagenzahl | ANK-Nummer | Michel-Nummer |
| ------------------ | ------------------------------------------------------------------ | ----------- | ------------- | ------------ | ---------- | ------------- |
| 1 Gr.              | Pferdehirt vor einer Windmühle am Zicksee                          | violett     | 15. Aug. 1934 | unbekannt    | 567        | 567           |
| 3 Gr.              | Bäuerin auf dem Gang zum Wochenmarkt vor dem Schloss Forchtenstein | rot         | 15. Aug. 1934 | unbekannt    | 568        | 568           |
| 4 Gr.              | Hochzeitsbitter vor Heiligenblut                                   | grün        | 15. Aug. 1934 | unbekannt    | 569        | 569           |
| 5 Gr.              | Glantaler Mädchen vor dem Wörthersee                               | lila        | 15. Aug. 1934 | unbekannt    | 570        | 570           |
| 6 Gr.              | Winzer auf der Wachau vor der Ruine Aggstein                       | blau        | 15. Aug. 1934 | unbekannt    | 571        | 571           |
| 8 Gr.              | Mädchen auf dem Kirchweg vor der Rosenburg                         | grün        | 15. Aug. 1934 | unbekannt    | 572        | 572           |
| 12 Gr.             | Bauer aus dem Traunkreis vor dem Traunsee                          | braun       | 15. Aug. 1934 | unbekannt    | 573        | 573           |
| 20 Gr.             | Oberösterreicherin mit Goldhaube vor dem Mondsee                   | braun       | 15. Aug. 1934 | unbekannt    | 574        | 574           |
| 24 Gr.             | Holzfäller vor Zeller See und Kitzsteinhorn                        | blau        | 15. Aug. 1934 | unbekannt    | 575        | 575           |
| 25 Gr.             | Pinzgauerin auf dem Weg zur Kirmes vor der Festung Hohensalzburg   | violett     | 15. Aug. 1934 | unbekannt    | 576        | 576           |
| 30 Gr.             | Jäger vor Prügg und dem Grimming                                   | braun       | 15. Aug. 1934 | unbekannt    | 577        | 577           |
| 35 Gr.             | Altausseerin vor Graz und dem Schloßberg                           | rot         | 15. Aug. 1934 | unbekannt    | 578        | 578           |
| 40 Gr.             | Unterinntalerin mit Firmling vor der Festung Kufstein              | blau        | 15. Aug. 1934 | unbekannt    | 579        | 579           |
| 45 Gr.             | Kaisertaler Bauernpaar vor Lermoos und Wettersteingebirge          | rot         | 15. Aug. 1934 | unbekannt    | 580        | 580           |
| 60 Gr.             | Brautpaar auf dem Hochzeitsgang vor Körbersee                      | blau        | 15. Aug. 1934 | unbekannt    | 581        | 581           |
| 64 Gr.             | Mutter und Tochter aus dem Montafon vor Innerberg                  | braun       | 15. Aug. 1934 | unbekannt    | 582        | 582           |
| 1 S                | Wiener Familie vor Stephansdom                                     | lila        | 15. Aug. 1934 | unbekannt    | 583        | 583           |
| 2 S                | Tiroler Kaiserschützen                                             | graugrün    | 15. Aug. 1934 | 87.600       | 584        | 584           |
| 2 S                | Tiroler Kaiserschützen                                             | smaragdgrün | 3. Apr. 1935  | unbekannt    | 585        | 585           |
| 3 S                | Schnitter und Garbenbinderinnen                                    | orange      | 28. Juni 1936 | unbekannt    | 586        | 586           |
| 5 S                | Bauarbeiter                                                        | braun       | 2. Juni 1936  | unbekannt    | 587        | 587           |